# Zoey Stark
Pour les articles homonymes, voir Serrano et Stark.
 (juillet 2021).
Theresa Serrano (née le 25 janvier 1994 à Salt Lake City (Utah)) est une catcheuse (lutteuse professionnelle) américaine. Elle travaille actuellement à la World Wrestling Entertainment, dans la division Raw, sous le nom de Zoey Stark.

## Carrière de catcheuse

### Circuit Indépendant (2013-2020)
Theresa Serrano s'entraîne pour devenir catcheuse en Californie et fait ses débuts en 2013 à la Vendetta Pro Wrestling sous le nom de Lacey Ryan. Elle lutte aussi dans l'Utah en 2014 avant d'arrêter sa carrière.
Elle retourne sur le ring en 2018 d'abord au Texas puis au Nevada. Au Nevada, elle y affronte notamment Taya Valkyrie qu'elle bat pour devenir championne de la Future Stars of Wrestling le 29 septembre 2019,. En 2020, elle retourne en Californie lutter cette fois ci à la Championship Wrestling from Hollywood.

### World Wrestling Entertainment(2021-...)

#### Débuts àNXTet championne par équipe de laNXTavec Io Shirai (2021-2023)
Le 20 janvier 2021, en compagnie de Priscilla Kelly et Elayna Black, elle signe officiellement avec la World Wrestling Entertainment et intègre le roster de la division NXT. Le 17 février à NXT, elle fait ses débuts, sous le nom de Zoey Stark, et son premier match en battant Valentina Feroz. La semaine suivante à NXT, elle subit sa première défaite face à Io Shirai dans un match sans enjeu. Après le combat, elle effectue un Face Turn en serrant la main de son adversaire, avant que les deux femmes ne soient interrompues par l'arrivée de Toni Storm.
Le 7 avril lors du pré-show à NXT TakeOver: Stand & Deliver, elle bat la Néo-Zélandaise. 
Le 7 juillet à NXT: The Great American Bash, la Japonaise et elle deviennent les nouvelles championnes par équipe de la NXT en battant The Way (Candice LeRae et Indi Hartwell), remportant les titres pour la première fois de leurs carrières. 
Le 26 octobre à NXT: Halloween Havoc, elles perdent un Triple Threat Tag Team Ladder match face à Toxic Attraction (Gigi Dolin et Jacy Jayne), qui inclut également Indi Hartwell et Persia Pirotta, ne conservant pas leurs titres et mettant fin à un règne de 110 jours. Le 2 novembre à NXT, son alliance avec Io Shirai prend fin, car elle se fait attaquer par Toxic Attraction (Gigi Dolin et Jacy Jayne).
Le 8 novembre 2022 à NXT, Nikkita Lyons et elle ne remportent pas les titres féminins par équipe de la NXT, battues par Katana Chance et Kayden Carter. Après le combat, elle effectue un Heel Turn en frappant sa désormais ex-partenaire. 
Le 1er avril 2023 à NXT Stand & Deliver, elle ne remporte pas le titre féminin de la NXT, battue par Indi Hartwell dans un Ladder match, qui inclut également Roxanne Perez, Gigi Dolin, Tiffany Stratton et Laya Valkyria.

#### Débuts àRaw, alliance avec Trish Stratus, retour en solo et alliance avec Shayna Baszler (2023-...)
Le 28 avril à SmackDown, lors du Draft, elle est annoncée être officiellement transférée à Raw. Le 8 mai à Raw, elle fait ses débuts dans le show rouge, dispute son premier match et bat Nikki Cross. Le 27 mai à Night of Champions, elle aide Trish Stratus à battre Becky Lynch en portant son Z-360 sur l'Irlandaise, et forme officiellement une alliance avec la Hall of Famer canadienne.
Le 1er juillet à Money in the Bank, elle ne remporte pas la mallette, gagnée par IYO SKY. Le 2 septembre à Payback, malgré ses nombreuses interventions dans la rencontre, elle ne peut empêcher la défaite de Trish Stratus face à Becky Lynch dans un Steel Cage match. Après le combat, elle effectue un Face Turn en se retournant contre la Hall of Famer canadienne, car cette dernière la gifle, ce qui met fin à leur alliance. Le 18 septembre à Raw, elle forme officiellement une alliance avec Shayna Baszler et ensemble, les deux catcheuses battent Chelsea Green et Piper Niven.
Le 4 novembre à Crown Jewel, elle ne remporte pas le titre mondial féminin, battue par Rhea Ripley dans un Fatal 5-Way match, qui inclut également Nia Jax, Raquel Rodriguez et Shayna Baszler. Le 25 novembre aux Survivor Series: WarGames, elle ne remporte pas la ceinture, rebattue par sa même adversaire.
Le 1er janvier 2024 à Raw Day 1, sa coéquipière et elle effectuent un Heel Turn, puis battent Natalya et Tegan Nox. Le 27 janvier au Royal Rumble, elle entre dans le Women's Royal Rumble match en 26e position, élimine Zelina Vega (aidée de Shayna Baszler) avant d'être elle-même éliminée par Liv Morgan.

## Palmarès
- World Wrestling Entertainment
  - 1 fois championne par équipes de NXT - avec Io Shirai

## Récompenses des magazines
- Pro Wrestling Illustrated

| Année | 2021 | 2022        | 2023 | 2024 |
| ----- | ---- | ----------- | ---- | ---- |
| Rang  | 86   | Non classée | 75   | 79   |

## Vie privée
Elle est actuellement en couple avec un ancien catcheur professionnel, Tom Howard.